# ViaStoria
ViaStoria – Stiftung für Verkehrsgeschichte ist die Schweizer Fachorganisation für die Erforschung der Geschichte des Verkehrs sowie die Erhaltung und nachhaltige Nutzung historischer Verkehrswege.

## Geschichte und Aktivitäten
Der Verein wurde 1984 unter dem Namen Inventar historischer Verkehrswege der Schweiz (IVS) als Annexbetrieb des Geographischen Instituts der Universität Bern gegründet, um im Auftrag der Bundesverwaltung das gleichnamige Inventar zu erarbeiten. 2003 schloss die Organisation den Bundesauftrag IVS ab und nahm den heutigen Namen an. 2008 hat sich ViaStoria selbständig gemacht und die Geschäftstätigkeiten neu strukturiert:

## ViaStoria – Stiftung für Verkehrsgeschichte
Die Stiftung betreibt das Forschungsprojekt Verkehrsgeschichte Schweiz und koordiniert das Tourismusprojekt Kulturwege Schweiz. Die Stiftung gibt die halbjährlich erscheinende Zeitschrift Wege und Geschichte heraus. In allen Tätigkeitsfeldern erfolgt eine enge Zusammenarbeit mit der Universität Bern sowie mit weiteren nationalen und internationalen Hochschulen. 
Im Rahmen des IVS wurde unter anderem die Aufsicht über die Stundensteine der Fachorganisation ViaStoria übertragen. So wurde dies beispielsweise bei den Stundensteinen im Kanton Bern mit dem Regierungsratsbeschluss (RRB3283/1978) im Jahre 1978 umgesetzt.

## ViaStoria Förderverein
Der ViaStoria-Förderverein gibt Privatpersonen, Organisationen und Institutionen die Möglichkeit, die Erhaltung historischer Verkehrswege und Forschungsprojekte zur Verkehrsgeschichte zu unterstützen.